# Clinostemon
Clinostemon е род покритосеменни растения от семейство Лаврови (Lauraceae). Растенията от рода произхождат от Северна Бразилия, Гвиана, Перу и Венецуела.
Към 2022 г. са признати 2 вида в род Clinostemon:
- Clinostemon maguireanus (C.K.Allen) H.Kurz
- Clinostemon mahuba (A.Samp.) Kuhlm. & Samp.